# Abbaye Saint-Vincent de Lucq
Pour les articles homonymes, voir Abbaye Saint-Vincent.
 (octobre 2013).
Si vous disposez d'ouvrages ou d'articles de référence ou si vous connaissez des sites web de qualité traitant du thème abordé ici, merci de compléter l'article en donnant les références utiles à sa vérifiabilité et en les liant à la section « Notes et références ».
L’abbaye de Lucq-de-Béarn dans les Pyrénées-Atlantiques était une abbaye bénédictine fondée par le duc de Gascogne Guillaume Sanche vers 970. Elle fut l'une des trois abbayes les plus importantes du Béarn. Ravagée en 1569 durant les guerres de Religion, les barnabites la relevèrent en 1613 avant sa dissolution durant la Révolution.

## Historique

### Origine
La fin du Xe siècle voit la multiplication des fondations monastiques en Gascogne, liée à l'impulsion donnée par la fondation de Cluny et l'expansion des bénédictins. Le duc de Gascogne Guillaume Sanche (vers 950 - 996) donne une impulsion à ce mouvement et au renouveau de la Gascogne en établissant différentes abbayes en des points stratégiques de son duché. La fondation de l´abbaye de Lucq, comme celle de Sainte-Marie de Lescar, de Saint-Jean-Baptiste de Sorde en 981, de Saint-Sever en 988 et de l´abbaye Saint-Pierre de Larreule entre 993 et 996, s´inscrit dans ce mouvement.
Le monastère est ainsi fondé vers 970 au lieu nommé « Villam de Luco ». D´après la tradition, alors que Childebert Ier revenait du siège de Saragosse en 542, un de ses lieutenants aurait fondé à Lucq un oratoire consacré à saint Vincent. Le monastère sera en conséquence dédié à saint Vincent. Il est confié aux bénédictins. Son premier abbé est Garcia de Vasconie, un parent du duc Guillaume Sanche.

### L´abbaye au Moyen Âge
Avec les abbayes de Larreule et Sauvelade, le monastère de Lucq fit partie des plus importantes abbayes du Béarn. Enrichi par de nombreuses donations et par les dots apportées par les nobles venant y finir leurs jours, le monastère prospère au milieu d´un terroir largement forestier (le monastère est cité comme monasterii de sylva bona en 1114), tandis que l´agriculture est déjà axée sur l´élevage, la culture des céréales et la vigne.
Ce fut sur le cartulaire de l'abbaye de Lucq qu'apparut les termes de « crestians », « chrestiaà » ou « christianus », dès l'an 1000. Ainsi le cartulaire de l'abbaye de Lucq permet de dater l'époque à laquelle les cagots étaient désignés (en tant que crestians) par l'église. 
En 1287, le roi Édouard Ier d'Angleterre et son épouse Aliénor de Castille y effectuent des séjours accompagnés de leur cour et même de leur ménagerie.
L'abbé de Lucq ressortissait directement du pape, tout en dépendant partiellement de l'évêque d'Oloron. Ils siégeaient de droit aux États de la province.
Au XVe siècle les monastères du Béarn, dont celui de Lucq commenceront à décliner. La règle bénédictine connaîtra de nombreux relâchements et les moines, qui ne seront plus qu´une douzaine, ne s´attacheront plus qu´à recueillir les bénéfices liés à leur fonction. L´abbé est un seigneur comme les autres.

### La Réforme et les guerres de Religion
Introduites en Béarn par la reine Marguerite de Navarre, les idées réformées rencontrent un échos important à Lucq. Les premiers prédicateurs sont présents dans les années 1550. Après avoir autorisé le calvinisme dans son royaume en 1561, la reine Jeanne d'Albret édicte une série de mesures dans le but d´implanter le protestantisme.
À Lucq, l´église abbatiale Saint-Vincent est partagée entre catholiques et réformés en 1562. En 1563, le premier pasteur Pierre Lemée est à l´œuvre à Lucq. En 1567, l´abbé Arnaud de Foix, proche de la reine Jeanne d´Albret, exige de ses moines qu´ils assistent aux prêches qui ont désormais lieu dans l´église qualifiée de temple.
En 1569, à la suite de l´invasion de ses domaines de Béarn par une armée catholique envoyée par le roi Charles IX, la reine de Navarre envoie une armée protestante menée par Gabriel Ier de Montgomery reconquérir le Béarn. L´abbaye de Lucq est saccagée en août 1569. L´église est sévèrement endommagée tandis que le cloître est détruit et la maison abbatiale ruinée.
Le 2 octobre 1569, une ordonnance royale prononce la saisie de tous les biens d’Église. L´église abbatiale servira de temple durant une quarantaine d´années, jusqu´au début du XVIe siècle.

### L´époque moderne
Devenu roi de France, Henri IV rend l´église au culte catholique par un édit royal de 1608 en échange de la construction d´un temple nécessaire à l'importante communauté calviniste.
Par une bulle pontificale de 1610, l´ordre Barnabites remplace celui de Saint-Benoît à Lucq. Leur mission était de reconvertir les protestants. Des personnages tels que les pères Maurice Olgiati, venu d´Italie, ou Fortuné de Colom, originaire de Lucq, semblent avoir connu un certain succès en la matière.
L´abbaye ne renoua cependant jamais avec sa prospérité passée et ne fut que partiellement relevée de ses ruines. En 1704, il n´y avait pas d´abbé et seulement six pères y demeuraient.
La communauté subsiste cependant jusqu'à la Révolution. L´abbaye sera vendue le 12 mai 1791 comme bien ecclésiastique à Pascal Elie, un marchand de Pau dont les descendants possèdent toujours une partie des bâtiments conventuels.

## L´abbaye aujourd´hui

### L´église abbatiale Saint-Vincent
Historique
L´église fut fondée vers 1020. L´abside et les absidioles furent construites au XIIe siècle. La tour-clocher et le portail ouest furent édifiés au XVe siècle. Au cours de la première moitié du XVIe siècle, l´église fut remise au goût d´un jour avec l´érection d´un beau portail renaissance (aujourd´hui très abîmé) sur la partie nord du transept, et un autre pour orner l´entrée du clocher.
À la suite des destructions des guerres de religion, la nef et les bas-côtés sont reconstruits au XVIIe siècle. En 1757, peintre andalou installé à Oloron Jeronimo Ribero-Zapata peignit les plafonds de la troisième travée du bas-côté nord.
L´église fut restaurée de 1888 à 1897, époque à laquelle on ajouta la sacristie et on reconstruisit à l´identique l´abside qui s´était effondrée.
L´église a été classée monument historique en 1984.
Description
Conçue sur un plan en croix latine, l´église comprend un clocher-tour qui conserve des traces d´un système défensif (corbeaux, trous de hourdage). Sa nef compte 4 travées s´ouvrant sur des bas-côtés inégaux (3 travées au nord, 2 au sud) par des arcades en plein cintre. La nef est couverte d´un plafond, les bas-côtés de lambris en arc-de-cloître en bois peint, tandis que l´abside et les absidioles sont couvertes de cul-de-four en pierre appareillée.
Mobilier classé
- Le sarcophage de marbre blanc, qui sert maintenant de maître-autel, est une pièce unique en Béarn. De la fin du IVe siècle ou du début du Ve siècle, il était autrefois enfoui à plus d'un mètre de profondeur sous la nef centrale, il a été mis au jour en 1896 et classé par les Beaux-arts en 1899. Le couvercle n´a pas été retrouvé. Les sculptures représentent des sujets de l'Ancien et Nouveau Testament.

Le côté gauche représente la tentation d’Adam et Ève, et sur le côté droit Daniel et les lions.

- Retable de la fin du XVIIe siècle.

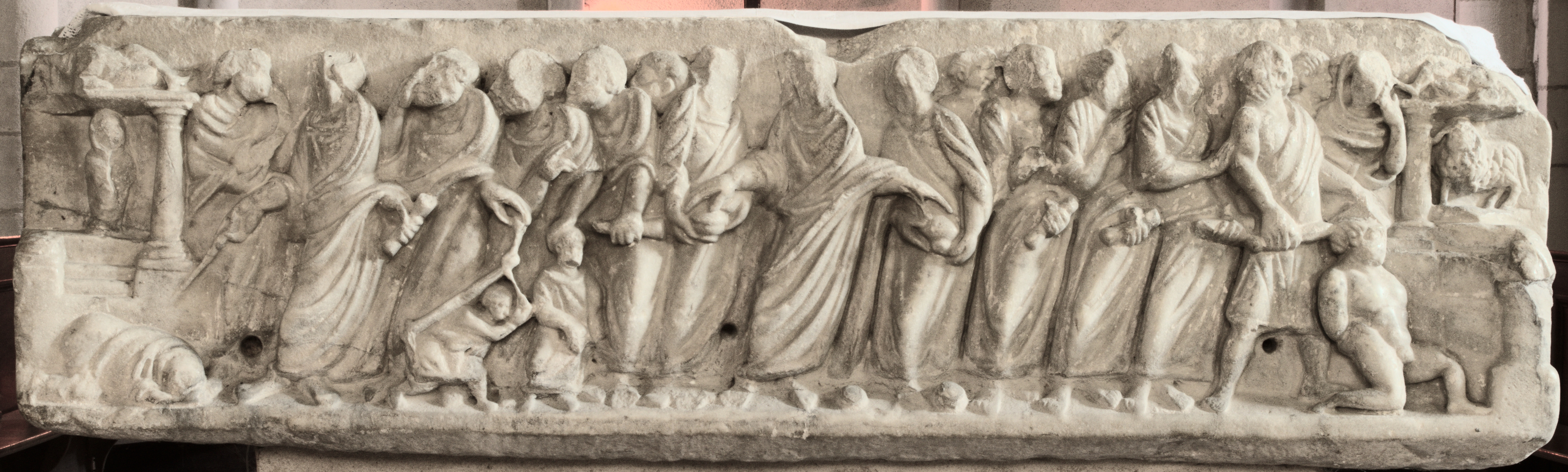
Sarcophage du ou Ve siècle.

- Chaire et statues de la Vierge du XVIIIe siècle.

### Les bâtiments conventuels
Ils comprennent deux parties bien distinctes à l´ouest et au sud de l'église.
La partie à l'ouest de l´église, l´ancienne maison abbatiale médiévale, du XVe siècle.
Elle consiste en une grande salle rectangulaire flanquée dans l´angle nord-est d´une haute tour octogonale jusqu'au deuxième étage, puis cylindrique et terminée en encorbellement, haute de 26 mètres. Une tourelle également ronde est accrochée à la partie supérieure et renferme l´escalier à vis.
La tour est classée monument historique depuis 1990.
Abandonnés et dégradés, les vestiges ont été sauvegardés par une campagne de restauration en 2011-2012.
La partie au sud de l´église, des XVe et XVIe siècles, reconvertie en habitation.
Elle comprend un corps de bâtiment flanqué de deux gros pavillons dont l'un, à l'ouest, est prolongé par une construction qui comporte encore sur sa façade sud un portail surmonté de quatre consoles de hourdages.
C´est dans cette partie, où se situait l´ancien réfectoire bénédictin, que s´installèrent les premiers moines barnabites.

## Liste des abbés
33 abbés sont cités dans le Gallia Christiana :
1. Garcia de Vasconie, parent de Guillaume-Sanche, fondateur du monastère
2. Forto ou Fortinus
3. Gaston Fortoni, vers 1010
4. Guillaume (Guillelmus)
5. Donatus, déjà en 1100
6. Odon, ex moine, élu vers 1125
7. Fortanerius, abbé en 1193
8. Geraudus, cité 1219
9. Bernardus en 1173
10. Michel Gaston de Bensin
11. Raimond I, cité en 1287
12. Arnaldus I, évêque de Lescar, 1290
13. Raimond II, cité en 1296
14. Raimond III, mort en 1357
15. Geraud /1357
16. Arnaud-Guillaume, années 1354 et 1388
17. Antonius, 1391
18. Ay. de Navaille, 1405
19. Petrus I de Béarn, administrateur perpétuel
20. Arnaud II de Nabalhes, 1500
21. Amanieu d´Albret, cardinal, 1505 et 1507
22. Bernard II de Lordat, 1516, 1522
23. Anraud- Guillaume de Montpezar, 1525
24. Jacobus Darros, 1538, 1540, 1546
25. Arnaud III de Foix, 1556, 1565, 1576, 1591
26. Arnaud IV de Maytie, évêque d´Oloron
27. Arnaud V de Maytie, évêque d´Oloron. Après les guerres de religion, passage du monastère aux Barnabites de Lescar
28. Charles de Cossé, fils du duc de Brissac
29. Pierre II de Gassion, évêque d´Oloron, abbé en 1647, mort en 1652
30. Jean Dolce, évêque de Bayonne, 1667. 1671. 1671, mort en 1681
31. Antoine II de Fenis, année 1685
32. François-Charles de Salette, évêque d'Oloron, abbé de Lucques le 12 avril 1688, mort en 1704
33. Bernard d'Abbadie d'Arboucave, évêque de Dax, nommé le 14 août 1704.